# Philorus dubeyi
Philorus dubeyi är en tvåvingeart som beskrevs av Kaul 1971. Philorus dubeyi ingår i släktet Philorus och familjen Blephariceridae. Inga underarter finns listade i Catalogue of Life.